# Grégoire Ahongbonon
Grégoire Ahongbonon (° Ketoukpe (Benin), 1953) is de stichter van de Association Saint Camille voor hulp in West-Afrika aan psychiatrische patiënten.

## Geschiedenis
Ahongbonon werd geboren in Benin als zoon van landbouwers en emigreerde naar Ivoorkust. Beroepshalve was hij mecanicien.
Sinds de jaren 1980 heeft Grégoire Ahongbonon zich gewijd aan de demystificatie van geestesziekten en aan het organiseren van een passende therapie en dienstverlening aan psychiatrische patiënten in West-Afrika. Na zelf gevochten te hebben tegen een depressie en ervan genezen te zijn, wilde hij hulp bieden aan lotgenoten in West-Afrika, een regio waar geestesziekten altijd verkeerd zijn begrepen zowel door de zieken zelf, als door de samenleving over het algemeen en zelfs door de artsen.
In de Afrikaanse cultuur worden geestesziekten vaak gezien als een soort bovennatuurlijke aandoening, waarbij de geest van de zieke wordt ingepalmd door kwade geesten. Vaak zal hun omgeving ze afleveren bij genezers, eerder dan ze naar professionele artsen te brengen. Zelfs worden in veel gevallen de dure behandelingen en medicaties niet aangesproken en wordt de patiënt gewoon geketend.
Op basis van principes die veel gelijkenis vertonen met wat dr. Jozef Guislain twee eeuwen geleden verkondigde, stichtte Ahongbonon de Association Saint Camille (naar de Heilige Camillus de Lellis), die als doel heeft passende verzorging te verlenen aan psychiatrische patiënten in West-Afrika. 
De Association Saint Camille begon in 1991 als een bescheiden activiteit bij het academisch ziekenhuis van Bouaké (Ivoorkust). Met de hulp van vrijwilligers verleende Ahongbonon aan de psychiatrische patiënten basisverzorging op het gebied van hygiëne, voeding, kleding, medicijnen en emotionele ondersteuning.
In het jaar 2020 was deze zorg al uitgebreid tot vijftig psychiatrische centra (ziekenhuizen, herstelcentra en polyklinieken) in Ivoorkust, Benin en Togo. Men schat dat er 100.000 patiënten zijn die tot aan dat jaar van deze diensten hebben genoten en die genezen naar hun familie konden terugkeren. Vaak springen ze vervolgens zelf bij in de hulpverlening aan hun lotgenoten.
De Wereldgezondheidsorganisatie heeft de werkwijze van de Association Saint Camille erkend en geprezen als een te volgen model voor het verlenen van psychiatrische hulp in ontwikkelingslanden.

## Eerbetoon
In 2015 ontving Ahongbonon de Daily Trust African of the Year 2015, ter waarde van $ 50.000.
In oktober 2020 ontving hij de Dr. Guislain Award, ter waarde van $ 50.000, verleend door het Guislain Instituut (Broeders van Liefde) en het farmaceutisch bedrijf Janssen Research and Development (Johnson & Johnson).

## Voetnoten
1. ↑    "Grégoire Ahongbonon: "Si no tienes dinero, nadie te cura en África"". El Debate de Hoy
2. ↑  "Humble beginnings: Grégoire Ahongbonon and the St Camille Association" ,WHO. 2005.
3. ↑  "Gregoire Ahongbonon of Benin wins African of the year award 2015". ghananewsagency.org.
4. ↑   https://www.drguislainaward.org/winner2020. Gearchiveerd op 12 november 2021.